# Paratettix mexicanus
Paratettix mexicanus är en insektsart som först beskrevs av Henri Saussure 1861.  Paratettix mexicanus ingår i släktet Paratettix och familjen torngräshoppor. Inga underarter finns listade i Catalogue of Life.